# 沃尔夫冈·韦布纳
沃尔夫冈·韦布纳（德語：Wolfgang Webner，1937年4月23日—），德国男子排球运动员。他曾代表东德参加1968年和1972年夏季奥林匹克运动会排球比赛，其中1972年奥运会获得一枚银牌。